# Hidilyn Diaz

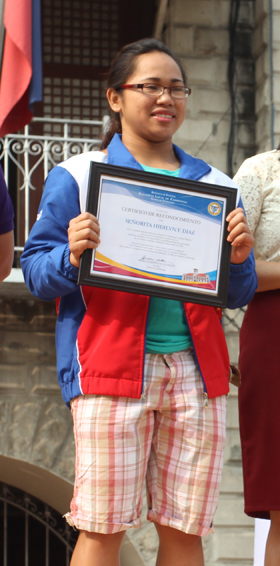
Diaz in 2015

Hidilyn Diaz (Zamboanga City, 20 februari 1991) is een Filipijns gewichthefster. Met haar zilveren medaille in Rio de Janeiro in 2016 werd ze de eerste Filipijnse vrouw die ooit een medaille won op de Olympische Spelen. In 2021 in Tokio overtrof ze deze prestatie en werd ze de eerste Filipijnse gouden medaillewinnaar ooit.

## Biografie
Hidilyn Diaz werd geboren op 20 februari 1991 in Zamboanga City ophet zuidelijke Filipijnse eiland Mindanao. Ze was het vijfde kind van zes van Eduardo en Emelita Diaz. Haar vaders was een tricycle-chauffeur en verdiende later de kost als boer en visser. Diaz hielp in het gezin met het dragen van water naar hun huis en begon al in haar vroege jeugd met gewichtheffen. Haar neef Jayfrus Diaz leerde haar de beginselen van de sport.
Diaz studeerde aan de Universidad de Zamboanga, waar ze een bachelor-diploma computerwetenschappen behaalde. Na haar derde jaar stopte ze haar studie, om meer te kunnen trainen. Na de olympische Spelen van 2016 pakte ze haar schoolopleiding werd op. In januari 2017 begon Diaz met een beurs aan een studie Business Management aan de De La Salle-College
Op haar 13e werd Diaz al toegevoegd aan het nationale Filipijnse team en trainde ze sindsdien met de beste gewichthefsters van het land. Bij de Aziatische Spelen van 2006 in Doha deed ze voor het eerste van zich spreken met een 10de plek in de klasse tot 53 kilogram. Een jaar later behaalde ze op de Zuidoost-Aziatische Spelen een bronzen medaille in de categorie tot 58 kilogram. Naar aanleiding daarvan verwierf Diaz een wildcard voor de Olympische Zomerspelen 2008 in Peking.

### Olympische Spelen
In 2008 kwalificeerde Diaz zich op 17-jarige leeftijd voor de eerste maal voor de Olympische Spelen. Op de Spelen in Beijing trok ze 85 kg (een evenaring van haar PR) en stootte ze 107 kg (een verbetering van het Filipijns nationaal record met 2 kg). Ook het totaal van 192 kg was een nieuw Filipijns record. Desondanks reikte ze er niet verder meer dan de elfde plaats ver achter winnares Yaquig Chen die met een olympisch record van 244 kg haar gouden medaille van Athene met succes verdedigde.
Vier jaar na haar debuut op de Olympische Spelen wist ze zich opnieuw te kwalificeren. Bij de openingsceremonie van de Spelen van Londen was Diaz de Filipijnse vlaggendrager. In de competitie stelde ze echter teleur. Ze trok 97 kg maar wist geen geldige poging te stoten en eindigde daarop als 12e van de 19 deelnemers.
In 2016 deed ze voor de derde opeenvolgende keer mee aan de Spelen. Bij de Olympische Zomerspelen 2016 in Rio de Janeiro veroverde ze de zilveren medaille. Het was pas de derde zilveren medaille voor de Filipijnen ooit en de enige die werd gewonnen door een niet-bokser. Ze is tevens de eerste Filipijnse vrouw ooit die een medaille pakt. De president beloonde haar met zo een 95.000 Euro.
Bij haar vierde deelname aan de Olympische Spelen won Diaz in Tokio een gouden medaille in de categorie tot 55kg. Ze trok in haar beste poging 97kg en stootte 127kg. Met deze 127kg en het totaal van 224kg vestigde ze twee nieuwe Olympische records. Ze werd met haar prestatie tevens de eerste Filipijnse sporter ooit die een gouden medaille op de Olympische Spelen veroverde. Hiervoor kreeg ze van de Filipijnse overheid en de Filipijns zakenwereld beloningen van in totaal 35,5 miljoen Filipijnse peso (ongeveer 600.000 Euro). Daarnaast kreeg ze nog een huis en een stuk grond geschonken.
2000: Yang Xia ·
2004: Udomporn Polsak ·
2008: Prapawadee Jaroenrattanatarakoon ·
2012: Hsu Shu-ching ·
2016: Hsu Shu-ching ·
2020: Hidilyn Diaz